# プラトニックつらぬいて
「プラトニックつらぬいて」は、坂上香織の3作目のシングルである。東芝EMI / EASTWORLDから1989年4月26日に発売された。

## 背景
表題曲は、フジテレビ系放映アニメーション『らんま1/2』エンディング・テーマに起用された。
カップリング曲の「Boyfriend」は、森永アイス「チョコモナカ DX」TV-CFソングに起用された。

## 制作
発売されている当シングルとはアレンジが異なると同時に、サビ部分におけるハモり箇所・コーラス箇所が若干異なり、最後の『あなたが好き」という歌詞部分の譜割りが異なっているCD未収録音源「プラトニックつらぬいて (VERSION I)」が存在するため、表記こそないものの当シングルは厳密にはVERSION IIという位置付けがされている。そのため、アルバム『夏休み』においては「プラトニックつらぬいて (VERSION III)」というタイトル表記でアルバム・ヴァージョンが収録されている。

## 収録曲
| #         | タイトル                   | 作詞      | 作曲      | 編曲       | 時間 |
| --------- | -------------------------- | --------- | --------- | ---------- | ---- |
| 1.        | 「プラトニックつらぬいて」 | 松本隆    | 後藤次利  | 後藤次利   | 3:32 |
| 2.        | 「Boyfriend」              | Tin Bin   | Tin Bin   | 黒石ひとみ | 3:51 |
| 合計時間: | 合計時間:                  | 合計時間: | 合計時間: | 合計時間:  | 7:23 |

| #         | タイトル                                         | 作詞      | 作曲      | 編曲       | 時間  |
| --------- | ------------------------------------------------ | --------- | --------- | ---------- | ----- |
| 1.        | 「プラトニックつらぬいて」                       | 松本隆    | 後藤次利  | 後藤次利   | 3:32  |
| 2.        | 「プラトニックつらぬいて」(オリジナル・カラオケ) |           |           |            | 3:32  |
| 3.        | 「Boyfriend」                                    | Tin Bin   | Tin Bin   | 黒石ひとみ | 3:51  |
| 4.        | 「Boyfriend」(オリジナル・カラオケ)              |           |           |            | 3:51  |
| 合計時間: | 合計時間:                                        | 合計時間: | 合計時間: | 合計時間:  | 14:46 |

## 収録作品

### アルバム
| 楽曲                                 | アルバム                                           | 発売日         | 備考                                      |
| ------------------------------------ | -------------------------------------------------- | -------------- | ----------------------------------------- |
| プラトニックつらぬいて               | 『らんま1/2 音楽道場』                             | 1989年7月21日  | テレビアニメ『らんま1/2』サウンドトラック |
| プラトニックつらぬいて               | 『ベストナウ』                                     | 1990年11月24日 | ベストアルバム                            |
| プラトニックつらぬいて               | 『らんま1/2 閉幕的主題歌全集』                     | 1992年10月21日 | テレビアニメ『らんま1/2』サウンドトラック |
| プラトニックつらぬいて               | 『らんま1/2 TVテーマソングス コンプリート』        | 1999年3月17日  | テレビアニメ『らんま1/2』サウンドトラック |
| プラトニックつらぬいて               | 『ゴールデン☆ベスト 坂上香織』                     | 2003年3月19日  | ベストアルバム                            |
| プラトニックつらぬいて               | 『決定盤 らんま1/2 アニメ主題歌&キャラソン大全集』 | 2015年8月19日  | テレビアニメ『らんま1/2』サウンドトラック |
| プラトニックつらぬいて (VERSION III) | 『夏休み』                                         | 1989年8月9日   | カバー・アルバム                          |
| プラトニックつらぬいて (VERSION III) | 『ゴールデン☆ベスト 坂上香織』                     | 2003年3月19日  | ベストアルバム                            |
| Boyfriend                            | 『ベストナウ』                                     | 1990年11月24日 | ベストアルバム                            |
| Boyfriend                            | 『ゴールデン☆ベスト 坂上香織』                     | 2003年3月19日  | ベストアルバム                            |
| Boyfriend (CITY MIX)                 | 『夏休み』                                         | 1989年8月9日   | カバー・アルバム                          |

## カバー
| 曲名                   | アーティスト           | 収録作品                   | 発売日         |
| ---------------------- | ---------------------- | -------------------------- | -------------- |
| プラトニックつらぬいて | 九能小太刀（島津冴子） | 『らんま1/2 格闘歌かるた』 | 1992年10月21日 |